# 明々庵
明々庵（めいめいあん）は、島根県松江市の塩見繩手にある松平不昧ゆかりの茶室を主とする古庵。

## 概要
茶人としても知られる松江藩7代当主・松平不昧（松平治郷）によって、1779年（安永8年）に家老有沢弌善のために殿町にある彼の邸内に建てた茶室を主とする古庵である。その後、東京の松平伯邸に移されていたが、1928年（昭和3年）に松平家から郷国出雲に返され、菅田庵に隣接した萩の台に建てられていた。1966年（昭和41年）に不昧150年忌を記念して、松江城を望むことができる塩見繩手の北堀町の赤山に移築され現在に至る。

## 施設
- 茶室 - 茅葺き、入母屋造、の「明々庵」の額は松平不昧直筆
- 庭園（茶庭）
- 百草亭 - 抹茶の接待あり
- 城見台 - 松江城ビューポイントの一つ

## 利用情報
- 開館時間 - 9時15分 - 17時（入館は16時30分まで、季節変動あり）
- 年中無休
- 所在地 - 〒690-0888 島根県松江市北堀町278
- 備考 - 島根県指定文化財

## 交通アクセス
- 山陰本線 松江駅から松江レイクラインで15分、バス停「塩見縄手」下車、徒歩4分

## 周辺
- 小泉八雲記念館
- 小泉八雲旧居
- 武家屋敷
- 田部美術館
- 大本島根本苑- 第2次大本事件の舞台になった場所。明治時代は、英国人宣教師バークレー・バックストンが暮らした。
- 島根大学旧奥谷宿舎（旧制松江高等学校外国人宿舎）
- 千手院
- 松江城